# Дунавска харинга
Дунавска харинга (Alosa caspia) је врста харинге, једна од врста потпородице Alosinae (род Alosa) ендемична за подручје Каспијског језера.
FishBase (база знања о рибама) разликује три подврсте од Каспијске:
- Alosa caspia caspia (Eichwald, 1838)
- Alosa caspia knipowitschi (Iljin, 1927)
- Alosa caspia persica (Iljin, 1927)

Раније су таксономски опсег и географски распон Дунавске харингеA. caspia били шири, обватајући такође Азовске и црноморске сливове.</ref> Познато је до десет врста; ови обухваћени облици сада су класификовани као Alosa tanaica (и њени синоними) па чак и балкански слатководни ендеми Alosa macedonica и Alosa vistonica.